# تشارلز إل. بارتليت (صحفي)
تشارلز إل. بارتليت (بالإنجليزية: Charles L. Bartlett)‏ هو صحفي أمريكي، ولد في 14 أغسطس 1921، وتوفي في 17 فبراير 2017.